# Belgisches Staatsarchiv

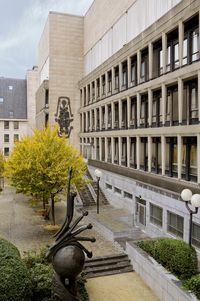
Fassade des Generalstaatsarchivs in Brüssel

Das Belgische Staatsarchiv (französisch Archives de l’État; niederländisch Rijksarchief) ist eine belgische wissenschaftliche Einrichtung des Föderalen Öffentlichen Programmierungsdienstes (FÖP) Wissenschaftspolitik. Das Staatsarchiv besteht aus dem Generalstaatsarchiv in Brüssel und den 18 Staatsarchivdienststellen in ganz Belgien. Jede Dienststelle verfügt über einen Lesesaal, in dem die Archivalien der Öffentlichkeit bereitgestellt werden. Dort können die Leser Schriftgut auf Papier oder in digitalem Format unter Berücksichtigung bestimmter Einschränkungen aufgrund der privaten Natur gewisser Informationen einsehen. Als Wissenszentrum für geschichtliche Informationen und Archivwissenschaften bewahrt das Staatsarchiv über 325 km Archivgut und 25 km Bücher auf. Karel Velle, Generalarchivar des Königreichs, ist der Generaldirektor des Belgischen Staatsarchivs.

## Verwaltungsorganisation
Das Generalstaatsarchiv und die Staatsarchive in den Provinzen bestehen aus 4 Departements:

### Departement I: Archive der Region Brüssel-Hauptstadt

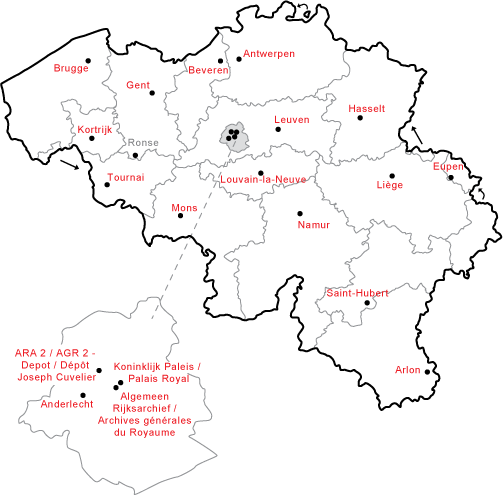
Karte der verschiedenen Staatsarchivdienststellen in Belgien

- Generalstaatsarchiv (Sitz der Einrichtung)
- Generalstaatsarchiv 2-depot Joseph Cuvelier
- Archiv des Königlichen Palasts
- Staatsarchiv in Brussël

### Department II: Archive in den flämischen Provinzen
- Staatsarchiv in Leuven
- Staatsarchiv in Kortrijk
- Staatsarchiv in Antwerpen-Beveren
- Staatsarchiv in Hasselt
- Staatsarchiv in Gent
- Staatsarchiv in Brugge

### Departement III: Archive in den wallonischen Provinzen und in der Deutschsprachigen Gemeinschaft
- Staatsarchiv in Eupen
- Staatsarchiv in Tournai
- Staatsarchiv in Saint-Hubert
- Staatsarchiv in Namur
- Staatsarchiv in Mons
- Staatsarchiv in Louvain-la-Neuve
- Staatsarchiv in Liège
- Staatsarchiv in Arlon

### Department IV
- CegeSoma

## Eine Einrichtung mit vielfältigen Zielsetzungen

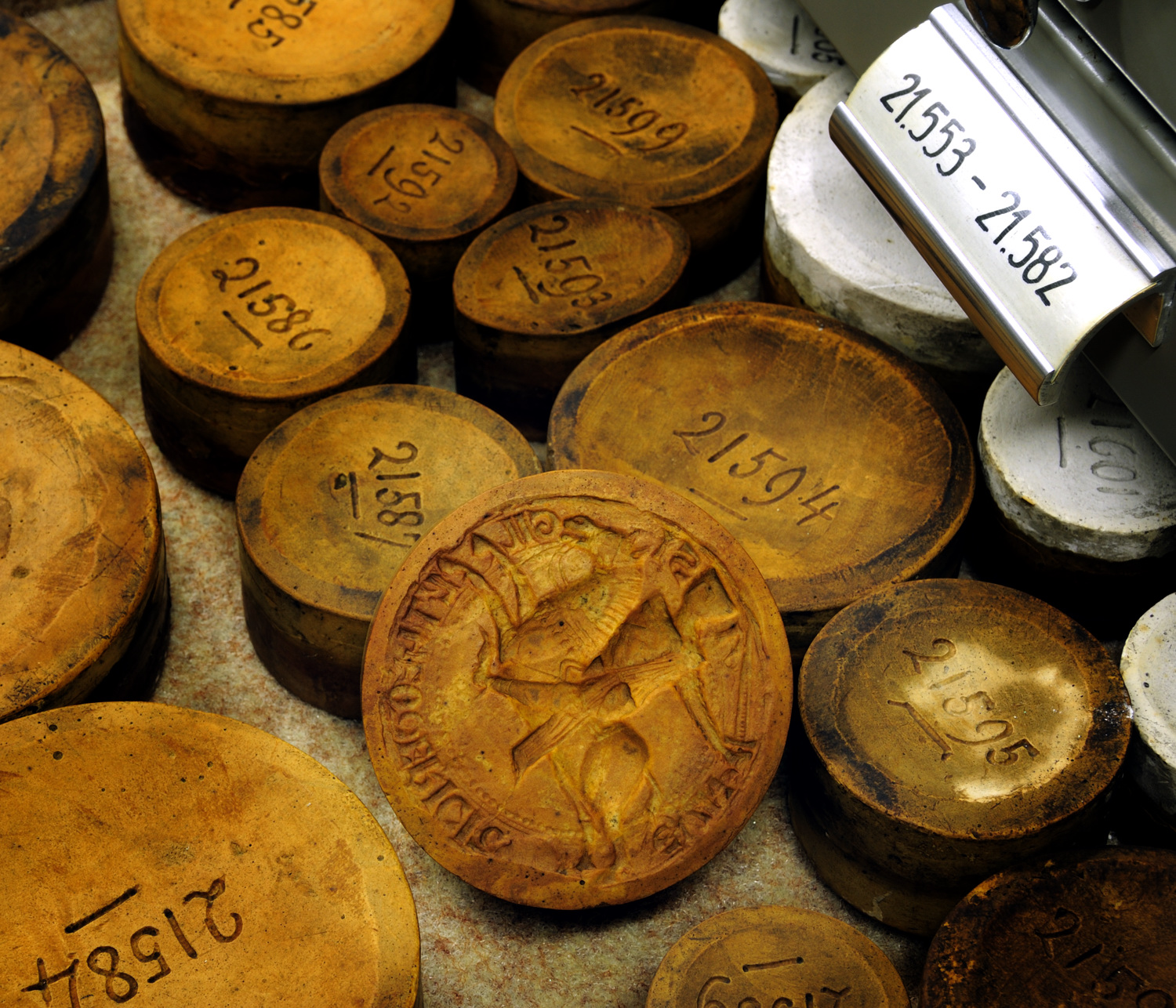
Mit über 38000 Exemplaren ist die Sammlung der Siegelabgüsse des belgischen Staatsarchivs die zweitgrößte ihrer Art auf der Welt. Im Vordergrund ein Siegelstempel

### Aufbewahrung und materieller Erhalt der archivalischen Kulturerbes
Der materielle Erhalt der Archivalien bildet eine der Hauptaufgaben des Staatsarchivs. Das Archivgut wird langfristig in speziell hierzu ausgestatteten Magazinen aufbewahrt, die höchsten Ansprüchen in Sachen Temperatur, Luftfeuchtigkeit, Brand- und Überschwemmungsschutz genügen. Die Dokumente lagern in Mappen und säurefreien Archivkartons, die mit allen nötigen Identifizierungsmerkmalen versehen sind. Private Archivbildner können diese säurefreien Archivkartons beim Staatsarchiv erwerben. Schriftgut, an dem der Zahn der Zeit genagt und Beschädigungen hinterlassen hat, wird restauriert und neu eingebunden. Um Schäden an den häufig eingesehenen Dokumenten (Kirchenbücher, Personenstandsregister, Karten, Pläne und Zeichnungen, sehr alte Chartas auf Pergament) zu vermeiden, werden diese auf Mikrofilm kopiert oder immer häufiger auch digitalisiert.
Das belgische Staatsarchiv koordiniert die Archivpolitik auf Landesebene und strebt effiziente Kooperationen auf internationaler Ebene an.

### Archivaufsicht
Das Staatsarchiv übt die Aufsicht über die Archive der öffentlichen Behörden aus: belgische Gerichtshöfe, Gerichte, öffentliche Verwaltungen und Einrichtungen. Kein Archivdokument, das von einer öffentlichen Behörde angelegt wurde oder das sie erhalten hat, darf ohne Genehmigung des Generalarchivars oder dessen Stellvertreter zerstört werden. Mit dieser Aufsicht über die öffentlichen Archive sind einerseits die Sektion „Archivaufsicht, Stellungnahmen und Koordinierung des Sammelns und Auswählens von Archivgut“ des Staatsarchivs und andererseits die Archivare der einzelnen Staatsarchivdienste in den Provinzen beauftragt. Erstere beaufsichtigt die Zentraldienste der föderalen Einrichtungen, letztere üben die Archivaufsicht über die externen Dienste der föderalen Behörden, die Gerichtshöfe und Gerichte der rechtsprechenden Gewalt und die regionalen sowie lokalen Behörden. Das Staatsarchiv wacht also über die fachgerechte Aufbewahrung der Archivalien, die von den belgischen öffentlichen Diensten erstellt und verwaltet werden. Hierzu erlässt das Staatsarchiv Richtlinien, führt Inspektionsbesuche durch, organisiert Weiterbildungen für die Beamten und tritt als Berater beim Bau und bei der Einrichtung von Magazinen und bei der Organisation der Archivverwaltung der öffentlichen Dienste auf.
Die Richtlinien, Ratgeber und Empfehlungen können auf der Website des Staatsarchives heruntergeladen werden.

### Erwerb von Archiven der öffentlichen Dienste und von Privatarchiven

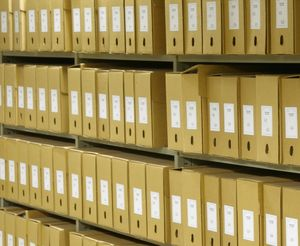
Nach der Bewertung werden die Archivdokumente zur langfristigen Aufbewahrung in Kartons verpackt.

Das Staatsarchiv erwirbt und bewahrt (nach Bewertung) die Archive, die älter als 30 Jahre sind, und von Gerichten und Gerichtshöfen, von Notaren sowie aus dem Privatsektor und von Privatpersonen stammen (Unternehmen, Politiker, Vereinigungen und Gesellschaften, einflussreiche Familien usw., die eine bedeutende Rolle im sozialen Leben des Landes gespielt haben). Es wacht über die fachgerechte Abgabe der öffentlichen Archive unter Einhaltung archivalischer Standards.

### Dienst an der Öffentlichkeit
Das Staatsarchiv stellt der Öffentlichkeit unter Berücksichtigung der privaten Natur bestimmter Informationen die Archivalien zur Verfügung, die es aufbewahrt. Zu diesem Zweck verfügt das Staatsarchiv über Lesesäle in jeder seiner 19 Dienststellen. Dort können Studenten, Genealogen, Historiker, Forscher usw. die zahlreichen Archivdokumente im Original, in digitalem Format oder auf Mikrofilm einsehen. Verschiedene Veröffentlichungen und Hilfsmittel zur Unterstützung der Nachforschungen (Inventare, Archivführer usw.) sind im Lesesaal verfügbar oder können im Shop des Generalstaatsarchivs käuflich erworben werden. Eine weitere Hauptaufgabe des Staatsarchivs besteht darin, der Öffentlichkeit so viele Informationen wie möglich per Internet bereitzustellen. Daher können zahlreiche Veröffentlichungen kostenlos auf der Website des Staatsarchivs heruntergeladen werden. So zum Beispiel die Kirchenbücher, viele mehr als 100 Jahre alte Standesamtregister, die Protokolle der Ministerratssitzungen von 1917 bis 1979 usw. Um der breiten Öffentlichkeit die Reichhaltigkeit und Vielfältigkeit seiner Sammlungen näher zu bringen, organisiert das Staatsarchiv unter anderem regelmäßig Ausstellungen in seinen verschiedenen Dienststellen. In diesen thematischen Ausstellungen werden Archivalien in ihrem breiteren gesellschaftlichen und kulturellen Kontext gezeigt. Im Rahmen dieser Veranstaltungen wird meistens ein Ausstellungskatalog, eine wissenschaftliche Studie oder eine Informationsbroschüre veröffentlicht. Des Weiteren organisiert das Staatsarchiv Studientage, Konferenzen, Kolloquien und Seminare für bestimmte Zielgruppen. Das Staatsarchiv nimmt ferner an unterschiedlichen Veranstaltungen teil (z. B.: Tage des offenen Denkmals). Die Veranstaltungen werden auf der Website sowie über die Facebook-Seite und den Newsletter des Staatsarchivs angekündigt.

### Erschließung des archivalischen Erbguts
Zu den wichtigsten Aufgaben des wissenschaftlichen Personals des Staatsarchivs zählt die Erschließung der gewaltigen Menge der in der Einrichtung aufbewahrten Archivalien anhand von wissenschaftlichen Findmitteln: Leitfäden, Beständeübersichten, Inventare, institutionelle Studien. Diese Veröffentlichungen sollen es den Forschern ermöglichen, die gesuchten Informationen präzise und innerhalb eines angemessenen Zeitraums zu finden.
Das Staatsarchiv ist ein Wissenszentrum für historische Informationen und Archivwissenschaften. Das wissenschaftliche Personal des Staatsarchivs stellt fortlaufend wissenschaftliche Nachforschungen an im Bereich der Archivwissenschaften, der Bestandserhaltung und der institutionellen Geschichte der archivbildenden Einrichtungen, und dies im Rahmen der verantwortungsvollen Ausführung der oben genannten Aufgaben in Sachen Erwerbung, Erhalt, Erschließung und Bereitstellung der Archive.

### Wissenschaftliche Forschung
Als wissenschaftliche Einrichtung führt das Staatsarchiv wissenschaftliche Forschung in ihren Fachbereichen durch: Archivwissenschaften, Bestandserhaltung und institutionelle Geschichte der archivbildenden Einrichtungen. Die Durchführung der oben genannten Aufgaben (Erwerb, Erhaltung, Erschließung und Bereitstellung) ist nicht ohne fortlaufende wissenschaftliche Forschung möglich.
Ein erheblicher Teil der wissenschaftlichen Tätigkeiten des Staatsarchivs findet in enger Zusammenarbeit mit den Universitäten des Landes statt.

### Digitalisierung von Archiven
Unlängst hat das Staatsarchiv mit der umfangreichen Aufgabe der Digitalisierung von Archiven begonnen.
Zu diesem Zweck wurden alle Staatsarchivdienste mit digitalen Lesesälen ausgestattet.
Seit August 2009 werden die digitalisierten Kirchenbücher und Standesamtregister des Landes schrittweise der Öffentlichkeit in den 19 Lesesälen des Staatsarchivs zur Verfügung gestellt.
Seit Januar 2013 können 27.000 Kirchenbücher und eine stetig steigende Anzahl Personenstandregister ebenfalls kostenfrei auf der Website des Staatsarchivs eingesehen werden.
Weitere Dokumenttypen können ebenfalls auf der Website des Staatsarchivs eingesehen werden: Protokolle der Ministerräte (1918–1979), Statistisches Jahrbuch Belgiens (und Belgisch Kongo) seit 1870, über 38.000 Siegelabgüsse usw.

## Geschichte des Generalstaatsarchivs und der Staatsarchive in den Provinzen

### Unter österreichischer Herrschaft (1714–1795)
Die Ursprünge des belgischen Staatsarchivs liegen in der österreichischen Zeit. Im Jahr 1773 wurde in Brüssel ein Archivbüro eingerichtet. Es handelte sich hierbei um ein allgemeines und permanentes Depot für die wichtigsten Archive der Österreichischen Niederlande, das zunächst noch etwas zaghaft einer ersten Zentralisierung der Archive der öffentlichen Hand dienen sollte.

### Von der französischen Herrschaft (1795–1814) bis zum Königreich der Vereinigten Niederlande, (1815–1830)
Das Gesetz vom 7. Messidor des Jahres II [25. Juni 1794] führt die Schaffung eines zentralen Archivdepots für die gesamte Republik mit sich. Es legt zudem das grundlegende und revolutionäre Prinzip fest, nachdem die Archive der Nation der Bevölkerung zur Verfügung gestellt werden sollen. Das Dekret vom 5. Brumaire des Jahres V (26. Oktober 1796) ordnet die Gründung eines Archivdepots pro Departement an. So wurden Archivdepots in allen Departements geschaffen, mit Ausnahme des Departments Twee Neten (Provinz Antwerpen). Ab 1800 wurden die Depots dem Generalsekretär der Präfektur unterstellt. Staatlich bezahlte Konservatoren wurden zunächst in Brüssel und Lüttich ernannt und später in Mons und Gent. Kraft des Königlichen Erlasses vom 17. Dezember 1851 wurden die Staatsarchive in den Provinzen der Amtsgewalt des Generalarchivars unterstellt.

### Von der Unabhängigkeit Belgiens bis heute (1830–heute)
Nach der Unabhängigkeit Belgiens wurden Staatsarchivdienste in folgenden Hauptstädten der Provinzen eingerichtet: Brügge (1834), Namur (1849), Arlon (1851), Hasselt (1869), Antwerpen (1896) und Tournai (von 1834 bis 1895). Im Jahr 1964 wurden vier Bezirksdepots gegründet: in  Huy (seit Februar 2008 geschlossen), Kortrijk, Ronse (seit September 2010 geschlossen) und Tournai. Nebendepots werden in Saint-Hubert (1960) und Beveren (1964) eröffnet. Die Dienststelle des Staatsarchivs in Eupen wurde 1988 im Zuge der zweiten Staatsreform Belgiens geschaffen. Die Staatsarchivdienststellen in Leuven (2001), Anderlecht (2002) und Louvain-la-Neuve (2009) entstehen durch die Spaltung der Provinz Brabant. Das Generalstaatsarchiv 2–depot Joseph Cuvelier wird demnächst eingeweiht.

### Bedeutung des Amts des Generalarchivars
Im Jahr 1773 wurde Graf Jean-Baptiste Goswin de Wynants (1726–1796) in Brüssel zum ersten Generaldirektor des Archivs der Niederlande ernannt. Der Generalarchivar verweilte in Brüssel. Dort blieb auch der zentrale Archivdienst nach dem Abzug der Österreicher und der Ankunft der Franzosen erhalten und gewann zudem an Bedeutung während der Zeit des Königreichs der Vereinigten Niederlande. Gegen Ende des Jahres 1814 wurde Pierre-Jean de l’Ortye zum „Archivarius“ des Generalstaatsarchivs in Brüssel ernannt und mit der Aufsicht über die Aufbewahrung und Verwaltung der von den Behörden erstellten Archive betraut. Im Jahr 1831 trat  Louis-Prosper Gachard, sein Stellvertreter seit 1826, die Nachfolge an und wurde erster wahrhaftiger Generalarchivar des Königreichs. Gachard übte sein Amt von 1831 bis zu seinem Tode am Vorabend von Weihnachten 1885 aus.

### Das belgische Archivgesetz
Das Staatsarchiv unterliegt dem Archivgesetz vom 24. Juni 1955, abgeändert durch das Gesetz vom 6. Mai 2009.
Im Jahr 2009 wurde die Abgabefrist für öffentliche Archive von hundert auf dreißig Jahre verkürzt. Diese Maßnahme fand nach einer Übergangszeit Anwendung und soll den Erwartungen der Bürger gerecht werden, die geschichtliche oder genealogische Nachforschungen anstellen möchten. Die Einsichtnahme in bestimmte Archivdokumente ist gegebenenfalls aufgrund der Gesetzgebung zum Schutz der Privatsphäre und der Gesetzgebung über die Öffentlichkeit der Standesamtregister jedoch eingeschränkt.

### Liste der Generalarchivare
- Pieter-Jan L’Ortye (1814–1831) (Sekretär-Archivist)
- Louis-Prosper Gachard (1831–1885) (Sekretär-Archivist von 1831 bis 1859)
- Charles Piot (1886–1897)
- Alphonse Goovaerts (1898–1904)
- Arthur Gaillard (1904–1912) (diensttuend)
- Joseph Cuvelier (1912–1935) (diensttuend von 1912 bis 1913)
- Dieudonné Brouwers (1936–1939)
- Camille Tihon (1939–1955)
- Etienne Sabbe (1955–1968)
- Maurits Vanhaegendoren (1968) (diensttuend)
- Lucienne Van Meerbeeck (1968) (diensttuend)
- Carlos Wyffels (1968–1987)
- Ernest Persoons (1987–2002)
- Daniel Van Overstraeten (2002–2003) (diensttuend)
- Herman Coppens (2004–2005) (diensttuend)
- Karel Velle (2005 bis heute)

## Bibliografie
- A. Vanrie: Bruxelles : les archives centrales et le quartier de la Cour : exposition organisée à l'occasion du bicentenaire des Archives de l'État : Bruxelles : Archives générales du royaume, 24 octobre 1996-13 décembre 1996. (= Archives générales du Royaume et Archives de l'État dans les provinces. Service éducatif. Dossiers. Première série. Volume 16). Archives générales du Royaume, Bruxelles 1996, OCLC 497112017.
- H. Coppens, R. Laurent (Hrsg.): Les Archives de l’État en Belgique, 1796–1996, Historique de l’institution et répertoire bio-bibliographique des archivistes. (= Archives générales du Royaume. Publ. 2410). Bruxelles 1996, OCLC 1050001401.